# Poliodule poliotricha
Poliodule poliotricha är en fjärilsart som beskrevs av Turner 1940. Poliodule poliotricha ingår i släktet Poliodule och familjen björnspinnare. Inga underarter finns listade i Catalogue of Life.